# Prairie du Rocher
Prairie du Rocher és una vila dels Estats Units a l'estat d'Illinois. Segons el cens del 2000 tenia 613 habitants.

## Demografia
Segons el cens del 2000, Prairie du Rocher tenia 613 habitants, 240 habitatges, i 160 famílies. La densitat de població era de 415,2 habitants/km².
Dels 240 habitatges en un 39,2% hi vivien nens de menys de 18 anys, en un 52,5% hi vivien parelles casades, en un 9,2% dones solteres, i en un 33,3% no eren unitats familiars. En el 28,3% dels habitatges hi vivien persones soles el 12,9% de les quals corresponia a persones de 65 anys o més que vivien soles. El nombre mitjà de persones vivint en cada habitatge era de 2,55 i el nombre mitjà de persones que vivien en cada família era de 3,16.
Per edats la població es repartia de la següent manera: un 29,2% tenia menys de 18 anys, un 9,5% entre 18 i 24, un 27,2% entre 25 i 44, un 22% de 45 a 60 i un 12,1% 65 anys o més.
L'edat mediana era de 34 anys. Per cada 100 dones de 18 o més anys hi havia 89,5 homes.
La renda mediana per habitatge era de 35.795 $ i la renda mediana per família de 44.659 $. Els homes tenien una renda mediana de 31.750 $ mentre que les dones 20.556 $. La renda per capita de la població era de 14.771 $. Aproximadament el 9,3% de les famílies i el 8,3% de la població estaven per davall del llindar de pobresa.

## Poblacions properes
El següent diagrama mostra les poblacions més properes.